# Василів Михайло Миронович
Миха́йло Миро́нович Васи́лів (1900, село Шустівці, Рихтецька волость, Кам'янецький повіт, Подільська губернія — 23 листопада 1921, містечко Базар, Базарська волость, Овруцький повіт, Волинська губернія) — штабіст (в резерві штабу армії) 4-ї Київської дивізії Армії УНР, Герой Другого Зимового походу.

## Життєпис
Народився у 1900 році у селі Шустівці Рихтецької волості Кам'янецького повіту Подільської губернії в українській селянській родині.
Закінчив 2 класи міського училища.
Не входив до жодної партії.
Служив в Армії УНР з 1919 року.
Під час Другого Зимового походу — штабіст (в резерві штабу армії) 4-ї Київської дивізії.
Пораненим потрапив у полон близько 15.00 — 16.00 години 17 листопада 1921 біля міста Базар.
Розстріляний більшовиками 23 листопада 1921 року у місті Базар.
Реабілітований 25 березня 1998 року.

## Вшанування пам'яті
- Його ім'я вибите серед інших на Меморіалі пам'яті Героїв Базару.